# 치난데가주

치난데가 주의 위치

치난데가주(스페인어: Departamento de Chinandega)는 니카라과 북서부에 위치한 주로 주도는 치난데가이며 면적은 4,926km2, 인구는 441,300명(2005년 기준)이다. 북쪽으로는 온두라스와 국경을 접하며 서쪽으로는 태평양과 접한다. 13개 지방 자치체를 관할한다.

주기